# Gol na Wembley
Gol na Wembley (ang. Wembley goal) – nazwa kontrowersyjnego gola strzelonego w finale Mistrzostw Świata w Piłce Nożnej 1966.   

## Historia
W finale rozgrywanym na stadionie Wembley w Londynie pomiędzy Anglią a Niemcami Zachodnimi mijała 11 minuta dogrywki, przy wyniku 2:2. Angielski pomocnik Alan Ball dośrodkował do napastnika Geoffa Hursta, który obrócił się i strzelił z bliskiej odległości. Piłka uderzyła w spód poprzeczki, odbiła się w kierunku linii bramkowej a następnie od ziemi, po czym została wybita przez Niemców na rzut rożny. Reprezentanci Anglii świętowali zdobycie gola, ale szwajcarski sędzia Gottfried Dienst nie był pewien, czy rzeczywiście strzelili gola. Skonsultował się z radzieckim sędzią liniowym azerskiego pochodzenia Tofiqiem Bəhramovem; po krótkiej rozmowie szwajcarski sędzia przyznał bramkę gospodarzom. Anglia wygrała mecz 4:2 i zdobyła po raz pierwszy i jedyny w swojej historii Puchar Jules’a Rimeta.
Bramki w piłce nożnej przyznawane są, gdy „cała piłka przekroczy linię bramkową”. Niemieccy piłkarze twierdzili, że widzieli pył kredowy, co wskazywałoby na to, że nie był to gol i że piłka jedynie odbiła się od linii bramkowej. Ci, którzy uważają, że sędzia liniowy Bəhramov podjął słuszną decyzję, przytaczają dobrą pozycję sędziego liniowego oraz wypowiedź środkowego napastnika Rogera Hunta, znajdującego się najbliżej piłki, który twierdził, że widział, jak przekroczyła całkowicie linię bramkową i dlatego nie próbował wbić jej do bramki, tylko od razu zaczął się cieszyć. Komentatorzy tacy jak Robert Becker z niemieckiego magazynu sportowego Kicker zarzucali sędziemu liniowemu stronniczość, ponieważ niemiecka drużyna wyeliminowała reprezentację Związku Radzieckiego w półfinale.
W Anglii Bəhramov stał się znany jako „rosyjski sędzia liniowy”, ponieważ Azerbejdżan był wówczas częścią Związku Radzieckiego. Bəhramov zasłynął także w swojej ojczyźnie: jego imieniem nazwano narodowy stadion piłkarski Azerbejdżanu i zbudowano mu pomnik. Kiedy Anglia grała z reprezentacją Azerbejdżanu w eliminacjach do Mistrzostw Świata 2006 w październiku 2004 roku na stadionie im. Bəhramova, wielu kibiców Anglii udających się na mecz poprosiło o pokazanie grobu sędziego, który zmarł w 1993 roku, aby mogli złożyli na nim kwiaty, a przed meczem w ceremonii na jego cześć wzięli udział Hurst i inne gwiazdy futbolu. W Niemczech doprowadziło to do powstania wyrażenia Wembley-Tor, czyli „gol na Wembley”, używanego do opisania każdego strzału, który uderza w poprzeczkę, odbija się od ziemi i wraca z powrotem w pole karne.
Badanie przeprowadzone na wydziale inżynierii Uniwersytetu Oksfordzkiego wykazało, że piłce „zabrakło” 6 centymetrów, by całkowicie przekroczyła linię bramkową. Dodatkowo istnieje kolorowy materiał filmowy przedstawiający bramkę Geoffa Hursta, nagrany z innej perspektywy przez kamerzystę-amatora znajdującego się na trybunach i z widokiem niemal równoległym do linii bramkowej. Z materiału filmowego wynika, że piłka nie przekroczyła całkowicie linii bramkowej.